# 斯帕斯克
53°56′N 43°11′E / 53.933°N 43.183°E
斯帕斯克（俄语：Спасск）是俄羅斯奔薩州西北部的一個城市，距奔薩160公里。2002年人口7,628人。
1779年設市。1925年稱為別德諾捷米揚諾夫斯克（Беднодемьяновск），以紀念詩人捷米揚·別德內。2005年改稱現名。